# Yokozuna (wrestler)
Yokozuna, właśc. Rodney Agatupu Anoaʻi (ur. 2 października 1966 w San Francisco, zm. 23 października 2000 w Liverpoolu) – amerykański wrestler samoańskiego pochodzenia, wywodzący się z rodziny Anoaʻi. Najlepiej znany był z występów w organizacji World Wrestling Federation, gdzie odgrywał postać masywnego (ponad 250 kg) japońskiego zapaśnika sumo rangi yokozuna. Dwa razy posiadał mistrzostwo WWF World Heavyweight i został pośmiertnie wprowadzony do WWE Hall of Fame.

## Młodość
Rodney Agatupu Anoaʻi urodził się 2 października 1966 w San Francisco w Kalifornii. Jego ojcem był Junior Anoaʻi, a matką Leatumalo Lefao. Miał dwie rodzone siostry, Venus Anoaʻi-Toia i Eleverę Anoaʻi-Sanz, a także rodzonego brata, Joshuę Anoaʻi.

## Kariera wrestlerska

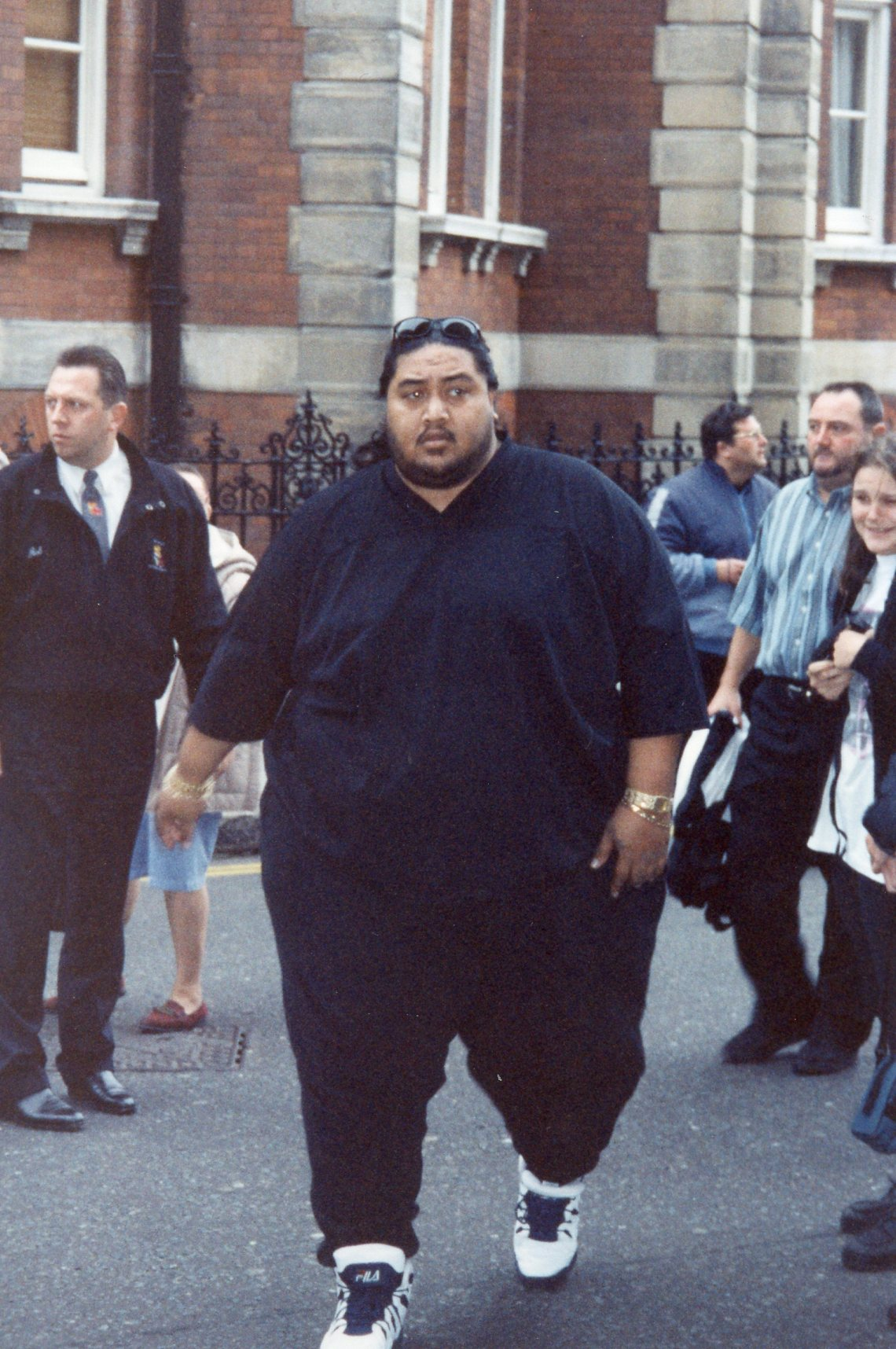
Yokozuna w 1995

Jego trenerami byli Afa Anoaʻi Sr. i Sika Anoaʻi (tag team Wild Samoans). On sam trenował wrestlera o pseudonimie ringowym King Dabada.
Debiutował jako wrestler w 1985. Zaczynał karierę w takich organizacjach jak amerykańskie American Wrestling Association (AWA) i Universal Wrestling Association (UWA), a także japońskie New Japan Pro-Wrestling (NJPW).
7 kwietnia 1991 razem ze swoimi kuzynami, Fatu i Samoan Savage, zdobył mistrzostwo trzyosobowych drużyn, UWA World Trios Championship. 31 maja mistrzowie przegrali tytuł w walce z grupą Los Villanos (Villano I, Villano IV i Villano V).
W 1992 debiutował w organizacji World Wrestling Federation (WWF), gdzie przyjął pseudonim ringowy Yokozuna i odgrywał postać zawodnika sumo japońskiego pochodzenia w randze yokozuna. Jego managerem został Mr. Fuji, który czasem wbrew zasadom interweniował w walki swojego klienta. Przez większość swojego pobytu w WWF Yokozuna był heelem.
24 stycznia 1993 wziął udział w bitwie na Royal Rumble. Wszedł na ring jako dwudziesty siódmy i wyeliminował kolejno Tatankę, Carlosa Colóna, Earthquake'a, Santanę, Jerry’ego Sagsa, Owena Harta i Boba Backlunda. W ringu pozostali tylko on i Randy Savage. Savage powalił Yokozunę i próbował go przypiąć, zapominając, że w tego typu walkach przypięcia nie mają znaczenia. Yokozuna to wykorzystał i wyrzucił przeciwnika z ringu, tym samym wygrywając bitwę i prawo do walki o najwyższe mistrzostwo organizacji na najbliższej gali z serii WrestleMania. 4 kwietnia, na gali WrestleMania IX, Yokozuna pokonał Breta Harta w walce o mistrzostwo WWF World Heavyweight. Po wygranej manager nowego mistrza, Mr. Fuji, wyzwał Hulka Hogana do walki o tytuł jeszcze na tej samej gali. Hogan przyjął wyzwanie, wygrał i rozpoczął swoje piąte panowanie mistrzowskie. 13 czerwca na gali King of the Ring Yokozuna ponownie zmierzył się z Hoganem w walce o tytuł i tym razem wygrał i odzyskał mistrzostwo.
22 stycznia 1994 na gali Royal Rumble obronił swoje mistrzostwo pokonując Undertakera. 20 marca na gali WrestleMania X bronił tytułu w dwóch różnych walkach. Obronił mistrzostwo pokonując Lexa Lugera, ale stracił je przegrywając z Bretem Hartem.
2 kwietnia 1995 na gali WrestleMania XI razem z Owenem Hartem pokonał tag team The Smoking Gunns (Bart Gunn i Billy Gunn) w walce o mistrzostwo drużynowe WWF World Tag Team. Następnie Yokozuna wziął udział w turnieju King of the Ring. 5 czerwca w rundzie kwalifikacyjnej pokonał Lexa Lugera. 25 czerwca odpadł z turnieju pokonany w wyniku wyliczenia przez Savio Vegę w ćwierćfinale. 25 września The Smoking Gunns (Bart Gunn i Billy Gunn) odzyskali mistrzostwo WWF World Tag Team, pokonując Owena Harta i Yokozunę w odcinku Raw.
21 stycznia 1996 wziął udział w Royal Rumble. Wszedł na ring jako dziewiąty i wyeliminował kolejno Boba Backlunda, Mabela oraz jednego z członków The Headhunters, a potem sam został wyeliminowany jako jedenasty przez Shawna Michaelsa. W tym samym roku wziął udział w turnieju King of the Ring. Odpadł już 27 maja w rundzie kwalifikacyjnej, w której został pokonany przez Owena Harta.

## Inne media

### Filmografia
| Rok          | Film                   | Rola                      |
| ------------ | ---------------------- | ------------------------- |
| 1991         | L’homme au masque d’or | Hawajczyk                 |
| 1996         | Miłość ma dwie twarze  | Zawodnik sumo w telewizji |
| 1997         | Aar Ya Paar            | Barista                   |
| Źródło: IMDb |                        |                           |

### Gry komputerowe
Powstało siedem gier z serii WWF / WWE, w których pojawiła się grywalna postać przedstawiająca Yokozunę. Były to: WWF King of the Ring (1993, NES, GB), WWF Rage In The Cage (1993, SCD), WWF RAW (1994, NES, SNES, Genesis, 32X, GB), WWF Royal Rumble (1993, NES, SNES), WWF WrestleMania: The Arcade Game (1995, NES, SNES, PS, Genesis, 32X, Saturn, PC), WWE Legends Of WrestleMania (2009, Xbox360, PS3) i WWE 2K14 (2013, Xbox360, PS3).

## Życie prywatne
Był żonaty z Monicą Anoaʻi. Miał z nią dwójkę dzieci: córkę Keilani i syna Justina.

## Śmierć
Zmarł 23 października 2000, w wieku 34 lat, w Liverpoolu. Przyczyną jego śmierci był obrzęk płuc, wynikający z nadwagi. W chwili śmierci ważył 260 kg.

## Upamiętnienie

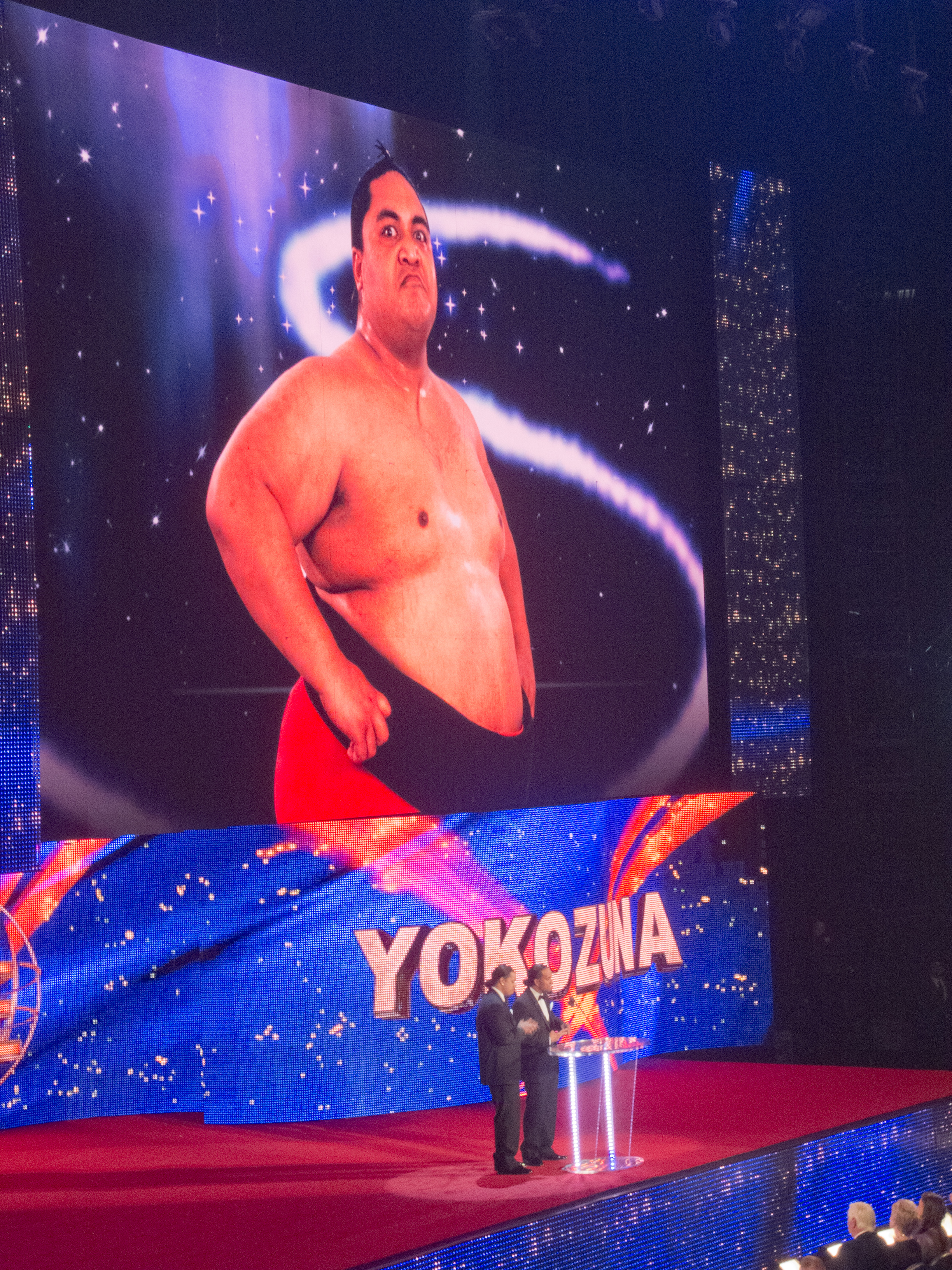
Bracia Usos (na dole) wprowadzający do galerii sławy WWE Hall of Fame Yokozunę (na TitanTronie)

Został pochowany na cmentarzu Green Hills Memorial Park w Rancho Palos Verdes w Los Angeles.
Ku jego czci organizacja Westside Xtreme Wrestling we współpracy z rodziną Yokozuny zorganizowała dwie gale wrestlingu. 29 listopada 2001 miał miejsce WXW Yokozuna Tribute Show, a 1 października 2011 WXW The Yokozuna Memorial Show II.
31 marca 2012 został wprowadzony do galerii sławy WWE Hall of Fame przez braci Usos. Wyróżnienie przyjął w jego imieniu jego kuzyn i były partner tagteamowy, Rikishi.

## Mistrzostwa i osiągnięcia
- Universal Wrestling Association
  - UWA World Trios Championship (1 raz) – z Fatu i Samoan Savage)
- World Wrestling Federation
  - WWF World Heavyweight Championship (2 razy)
  - WWF World Tag Team Championship (1 raz) – z Owenem Hartem
  - Zwycięzca Royal Rumble (1993)
- World Wrestling Entertainment
  - WWE Hall of Fame (2012)
- Pro Wrestling Illustrated
  - Największy progres roku (1993)[1]